# 중앙도서관 (양산시)
양산시립도서관은 경상남도 양산시 물금읍 가촌리 소재의 시립 도서관이다.

## 연혁
- 2007년 12월 양산시립도서관 착공
- 2010년 8월 양산시립도서관 준공
- 2010년 12월 20일 도서관 시범개관
- 2011년 4월 7일 도서관 정식개관

## 시설현황
- 4층: 열람실, 옥상휴게공간
- 3층: 인문사회자료실, 어문학역사자료실, 과학예술자료실
- 2층: 전자정보실, 문화강좌실
- 1층: 어린이자료실, 모자열람실, 장애인자료실, 로비
- 지하1층: 매점 및 식당, 간이휴게실 (현재 코로나19로 인해 식당은 매점과 식당은 미운영)

## 자료 현황

### 일반 도서 자료
| 계      | 총류  | 철학  | 종교  | 사회과학 | 자연과학 | 기술과학 | 예술  | 언어  | 문학   | 역사   |
| ------- | ----- | ----- | ----- | -------- | -------- | -------- | ----- | ----- | ------ | ------ |
| 134,318 | 6,909 | 6,778 | 3,309 | 19,745   | 9,211    | 10,259   | 5,109 | 9,287 | 52,475 | 11,236 |

## 이용 안내
이용 시간
- 1층 아동자료실: 월~목 09:00~22:00 / 토~일 09:00~18:00
- 2층 전자정보실: 월~목 09:00~18:00
- 3층 일반자료실: 월~목 09:00~22:00 / 토~일 09:00~18:00
- 4층 열람실: 월~목 09:00~22:00 / 토~일 09:00~18:00

휴관일
- 금요일 (2022년부터 변경됨)
- 법정공휴일(일요일은 개관, 일요일이 다른 공휴일과 겹치면 휴관)
- 기타 도서관에서 지정하는 특정일 1층 아동자료실